# Nellyville
Nellyville es el segundo álbum del rapero Nelly, lanzado en 2002. Los sencillos promocionados de este álbum son "Hot in Herre", "Dilemma", "#1, "Air Force Ones", "Work It", "Roc The Mic (Remix)" (no oficial) y "Pimp Juice". El álbum debutó en el número uno del chart Billboard, con 714 000 copias vendidas en su primera semana, manteniéndose en la cima por 4 semanas.[cita requerida] También fue nominado como "Álbum del Año" en los Grammys de 2003.

## Lista de canciones
1. "Nellyville"
2. "Gettin' It Started (interlude)"
3. "Hot in Herre"
4. "Dem Boyz" (con Kyjuan & Murphy Lee)
5. "Oh Nelly" (con Murphy Lee)
6. "Pimp Juice"
7. "Air Force Ones" (con Ali, Kyjuan & Murphy Lee)
8. "In the Store (interlude)"
9. "On the Grind" (con King Jacob)
10. "Dilemma" (con Kelly Rowland)
11. "Splurge"
12. "Work It" (con Justin Timberlake)
13. "Roc the Mic" [Remix] (con Freeway, Murphy Lee & Beanie Sigel)
14. "The Gank" (featuring Waiel "Wally" Yaghnam)
15. "5000 (interlude)"
16. "#1"
17. "CG 2" (con Kyjuan & Murphy Lee)
18. "Say Now"
19. "Fuck It Then (interlude)"

## Posicionamiento
| Año  | Listas        | Posición |
| ---- | ------------- | -------- |
| 2002 | Billboard 200 | 1        |

| Predecesor: The Eminem Show de Eminem       | Billboard 200 - Álbum n.° 1 7 de julio de 2002 – 27 de julio de 2002    | Sucesor: Busted Stuff de Dave Matthews Band |
| Predecesor: The Rising de Bruce Springsteen | Billboard 200 - Álbum n.° 1 25 de agosto de 2002 – 31 de agosto de 2002 | Sucesor: The Eminem Show de Eminem          |

- Datos: Q1934563